# اغیل علی
اغیل علی (به عربی: إغیل علی) یک شهرداری در الجزایر است که در استان بجایه واقع شده‌است.